# Anurophylla aprica
Anurophylla aprica är en tvåvingeart som först beskrevs av Villeneuve 1912.  Anurophylla aprica ingår i släktet Anurophylla och familjen parasitflugor. Inga underarter finns listade i Catalogue of Life.